# 肉色平鮋
肉色平鮋（學名：[Sebastes carnatus] 错误：{{Lang}}：文本有斜体标记（帮助））為平鮋科平鮋屬的其中一種，亞熱帶海水魚，分布於東太平洋美國加州北部至墨西哥下加利福尼亞中部海域，棲息深度可達55公尺，體長可達39公分，棲息在岩石底質底層水域，卵胎生，生活習性不明。